# Damien Marcq
Damien Marcq (Boulogne-sur-Mer, 8 december 1988) is een Franse voetballer, die doorgaans wordt uitgespeeld als verdedigende middenvelder.

## Clubcarrière
Marcq debuteerde in 2006 voor de Franse derdeklasser US Boulogne, waar hij zijn jeugdopleiding genoot. Hij werd er geschoold tot centrale verdediger, maar trainer Philippe Montanier schoof hem bij de A-kern een rij naar voren. Marcq promoveerde met Boulogne naar de Ligue 2 en uiteindelijk zelfs naar de Ligue 1.
Na de degradatie van Boulogne uit de Ligue 1 maakte hij de overstap naar SM Caen. Op 27 juni 2013 ondertekende Marcq een contract bij het Belgische Sporting Charleroi.
Na vier seizoenen bij Charleroi ondertekende hij op 21 juni 2017 een contract voor drie seizoenen bij KAA Gent. Hij debuteerde er in een thuiswedstrijd tegen SCR Altach in de derde voorronde van de Europa League op 27 juli 2017 (eindstand 1-1). Hij werd tijdens de wintertransferperiode van hetzelfde seizoen opnieuw verkocht door Gent. Hij ondertekende een contract voor 3,5 seizoenen bij SV Zulte Waregem.
Bij Zulte Waregem bleef hij geregeld een tijdje aan de kant, al viel hij een dikke maand na zijn komst al uit met klierkoorts. Na zijn eerste volledige seizoen, waarin hij vaak slechts een zweem was van de meester-recuperator die hij bij Charleroi was, leek Marcq op weg naar de uitgang in het Regenboogstadion: na een 1 op 27 was hij immers voor lange tijd uit de ploeg verdwenen. In november 2019 kreeg hij echter een nieuwe kans: na een goede wedstrijd tegen KV Mechelen speelde hij zich weer in de gratie van trainer Francky Dury.
In het seizoen 2020/21 kreeg hij vanwege een blessure in de voorbereiding pas op de zevende speeldag zijn eerste basisplaats, maar nadien verdween hij niet meer uit de ploeg. Marcq, die dat seizoen belangrijk was voor het evenwicht op het middenveld, kreeg dat seizoen zelfs de aanvoerdersband. Toch werd zijn aflopende contract op het einde van het seizoen niet verlengd.
In juli 2021 tekende Marcq als transfervrije speler een contract bij promovendus Union Saint-Gilloise. Marcq, die er met Felice Mazzu een oude bekende tegenkwam als trainer, wisselde er in zijn debuutseizoen periodes als basisspeler af met periodes als invaller. Opgeteld kwam hij dat seizoen aan 34 officiële wedstrijden voor Union, dat in zijn eerste seizoen na de langverwachte promotie naar Eerste klasse lang meedeed voor de titel en uiteindelijk vicekampioen werd. Marcq bleef uiteindelijk slechts één seizoen bij Union, want zijn aflopende contract werd niet verlengd.
In juli 2022 haalde Sporting Charleroi de transfervrije Marcq weer in huis. Marcq begon zijn tweede periode bij Charleroi als bankzitter, maar na de WK-break groeide hij onder de eveneens teruggekeerde Felice Mazzu snel uit tot een vaste waarde in de basisploeg. Ook het seizoen 2023/24 begon Marcq als titularis, maar in de winter van 2024 werd de Fransman door het bestuur aan de kant geschoven. Marcq kwam in februari en maart 2024 nog een paar keer in actie in de Jupiler Pro League, maar trok op het einde van het seizoen toch transfervrij de deur van het Stade du Pays de Charleroi achter zich dicht.
In december 2024 tekende Marcq bij de Naamse tweedeprovincialer US Thy-le-Château.

## Clubstatistieken
| Seizoen         | Club               | Land               | Competitie           | Competitie | Competitie | Beker | Beker | Andere | Andere | Internationaal | Internationaal | Totaal | Totaal |
| Seizoen         | Club               | Land               | Competitie           | Wed.       | Dlp.       | Wed.  | Dlp.  | Wed.   | Dlp.   | Wed.           | Dlp.           | Wed.   | Dlp.   |
| --------------- | ------------------ | ------------------ | -------------------- | ---------- | ---------- | ----- | ----- | ------ | ------ | -------------- | -------------- | ------ | ------ |
| 2006/07         | US Boulogne        | Vlag van Frankrijk | Championnat National | 12         | 0          | 0     | 0     | 0      | 0      | 0              | 0              | 12     | 0      |
| 2007/08         | US Boulogne        | Vlag van Frankrijk | Ligue 2              | 30         | 0          | 2     | 0     | 0      | 0      | 0              | 0              | 32     | 0      |
| 2008/09         | US Boulogne        | Vlag van Frankrijk | Ligue 2              | 32         | 0          | 5     | 0     | 0      | 0      | 0              | 0              | 37     | 0      |
| 2009/10         | US Boulogne        | Vlag van Frankrijk | Ligue 1              | 34         | 1          | 3     | 1     | 0      | 0      | 0              | 0              | 37     | 2      |
| 2010/11         | SM Caen            | Vlag van Frankrijk | Ligue 1              | 28         | 0          | 1     | 0     | 0      | 0      | 0              | 0              | 29     | 0      |
| 2011/12         | SM Caen            | Vlag van Frankrijk | Ligue 1              | 4          | 0          | 0     | 0     | 0      | 0      | 0              | 0              | 4      | 0      |
| 2011/12         | → Dijon FCO        | Vlag van Frankrijk | Ligue 1              | 14         | 0          | 4     | 0     | 0      | 0      | 0              | 0              | 18     | 0      |
| 2012/13         | → CS Sedan         | Vlag van Frankrijk | Ligue 2              | 26         | 0          | 2     | 0     | 0      | 0      | 0              | 0              | 28     | 0      |
| 2013/14         | Sporting Charleroi | Vlag van België    | Eerste klasse        | 31         | 0          | 2     | 0     | 0      | 0      | 0              | 0              | 33     | 0      |
| 2014/15         | Sporting Charleroi | Vlag van België    | Eerste klasse        | 31         | 0          | 2     | 0     | 0      | 0      | 0              | 0              | 33     | 0      |
| 2015/16         | Sporting Charleroi | Vlag van België    | Eerste klasse        | 34         | 1          | 2     | 0     | 0      | 0      | 4              | 0              | 40     | 1      |
| 2016/17         | Sporting Charleroi | Vlag van België    | Eerste klasse        | 34         | 1          | 2     | 1     | 0      | 0      | 0              | 0              | 36     | 2      |
| 2017/18         | KAA Gent           | Vlag van België    | Eerste klasse        | 6          | 0          | 1     | 0     | 0      | 0      | 2              | 0              | 9      | 0      |
| 2017/18         | SV Zulte Waregem   | Vlag van België    | Eerste klasse        | 0          | 0          | 0     | 0     | 0      | 0      | 0              | 0              | 0      | 0      |
| Carrière totaal | Carrière totaal    | Carrière totaal    | Carrière totaal      | 316        | 3          | 26    | 2     | 0      | 0      | 6              | 0              | 348    | 5      |

Bijgewerkt t.e.m. 23 januari 2018.

## Interlandcarrière
Marcq speelde tussen 2009 en 2010 vier jeugdinterlands voor de Franse beloften.

## Persoonlijk
Damien Marcq is gehuwd met het Franse model Emilie Liégeois.